# Marcelina (telenovela)
Marcelina fue una telenovela colombiana de Producciones PUNCH que fue transmitida por el Canal A en 1997.Protagonizada por Montserrat Espadalé  y Julián Román.

## Sinopsis
Historia de amor de juventud en la que Marcelina, una campesina aislada de la civilización, lucha por el amor de Gregorio, un hombre de pueblo.
Un hombre, acusado de un robo que no cometió, es linchado. Su esposa, embarazada, profiere una maldición: el hijo que lleva en su vientre vengará la muerte de su padre.Solo que el hijo resulta ser hija y, cuando crece, se enamora sin saber del hijo del asesino de su padre. Ahí empieza a enredarse todo.

## Elenco
- Montserrat Espadalé - Marcelina
- Julian Roman - Gregorio Chacón
- Andrea Quejuán
- Nicolás Rincón
- Alina Lozano
- Alberto Saavedra
- Margoth Velásquez
- Stella Rivero
- Patricia Díaz
- Agmeth Escaf
- María Fernanda Pfeifer
- Jhoana Paola Cano